# 세투발현
세투발현(포르투갈어: Distrito de Setúbal 디스트리투 드 세투발[*], IPA: [sɨˈtuβɐɫ])은 포르투갈 리스보아 지방에 위치한 포르투갈의 현으로, 리스본 남쪽에 있다. 현도는 세투발 시다.
포르투갈의 탐험가 바스쿠 다 가마, 포르투갈의 축구인 조제 무리뉴의 출신지다. 또한 폭스바겐이 이 곳에 현지공장을 운영하고 있다.

## 자치단체
세투발 현은 13개 자치단체로 이뤄져 있다.
- 알코셰트 (Alcochete)
- 알마다 (Almada)
- 바헤이루 (Barreiro)
- 모이타 (Moita)
- 몬티주 (Montijo)
- 팔멜라 (Palmela)
- 세이샬 (Seixal)
- 세짐브라 (Sesimbra)
- 세투발 (Setúbal)
- 알카세르두살 (Alcácer do Sal)
- 그란돌라 (Grândola)
- 산티아구두카셍 (Santiago do Cacém)
- 시느스 (Sines)